# Laudelino Cubino
Cubino  González est un nom espagnol. Le premier nom de famille, en général paternel, est Cubino ; le second, en général maternel, souvent omis, est González.
Laudelino Cubino González, né le 31 mai 1963 à Béjar, est un coureur cycliste espagnol. 

## Biographie
Laudelino Cubino débute le cyclisme en 1977. Il est professionnel de 1986 à 1996. Spécialiste de la montagne, il remporte des étapes sur les trois grands tours, dont deux à Luz-Ardiden (Tour d'Espagne 1992 et Tour de France 1988). Il se classe troisième du Tour d'Espagne 1993.
Il est devenu propriétaire du Cubino Hotel à Béjar.
En 2017, il est directeur sportif de l'équipe Bolivia.

## Palmarès

### Palmarès amateur
- 1983
  - Clásica de Pascua
  - 3e du Tour de la communauté de Madrid
- 1985
  - Clásica de Pascua
  - 2e du Tour de Zamora

### Palmarès professionnel
| - 1986 - Clásica a los Puertos - 7e étape du Tour de l'Avenir - 2e du GP Llodio - 10e du Tour de la Communauté européenne - 1987 - 7e étape du Tour d'Espagne - 1988 - 2e étape du Tour d'Espagne (contre-la-montre par équipes) - Tour des Trois Cantons : - Classement général - 1re étape - 4ea étape du Tour des vallées minières - 15e étape du Tour de France - 4e étape du Tour de Burgos - Clásica a los Puertos - 2e du Tour de Catalogne - 3e du Tour de Burgos - 4e du Tour d'Espagne - 1989 - 4e étape du Tour des Asturies - Tour des vallées minières : - Classement général - 1re étape - 3e étape du Tour de Burgos (contre-la-montre par équipes) - 1re étape du Tour de Galice - 1990 - Champion d'Espagne sur route - 3e étape du Tour de Galice - Classement général du Tour de Catalogne - Subida al Naranco - 2e du Tour de Galice - 1991 - 9e étape du Tour de Colombie - 17e étape du Tour d'Espagne - 7e étape du Critérium du Dauphiné libéré - 2e du Critérium du Dauphiné libéré - 3e de la Clásica a los Puertos | - 1992 - 5e étape du Tour de Murcie - 9e étape du Tour d'Espagne - 5e étape du Critérium du Dauphiné libéré - 2e de la Clásica a los Puertos - 3e de la Subida al Naranco - 6e du Tour d'Espagne - 1993 - 3e étape du Tour d'Aragon - Tour de Burgos : - Classement général - 2e étape - 2e du Tour de Murcie - 2e de la Semaine catalane - 3e du Tour d'Espagne - 1994 - 7e étape du Tour d'Italie - Tour de Galice : - Classement général - 1re étape - 2e du Tour de Burgos - 2e de la Clásica a los Puertos - 8e du championnat du monde sur route - 1995 - 2e étape du Tour de La Rioja - 8e étape du Tour d'Italie - 3e du Tour d'Aragon - 3e du Tour de La Rioja - 1996 - 1re étape du Tour de Colombie |  |

## Résultats sur lesgrands tours

### Tour de France
8 participations.
- 1987 : abandon (19e étape)
- 1988 : 13e, vainqueur de la 15e étape
- 1989 : non-partant (15e étape)
- 1992 : abandon (11e étape)
- 1993 : 42e
- 1994 : abandon (16e étape)
- 1995 : 27e
- 1996 : abandon (2e étape)

### Tour d'Espagne
6 participations.
- 1987 : abandon (21e étape), vainqueur de la 7e étape
- 1988 : 4e, vainqueur de la 2e étape (contre-la-montre par équipes),  maillot amarillo pendant 14 jours
- 1991 : 15e, vainqueur de la 17e étape
- 1992 : 6e, vainqueur de la 9e étape
- 1993 : 3e
- 1994 : non-partant (12e étape)

### Tour d'Italie
3 participations.
- 1994 : abandon (20e étape), vainqueur de la 7e étape
- 1995 : 40e, vainqueur de la 8e étape
- 1996 : abandon (8e étape)